# Pirna 014

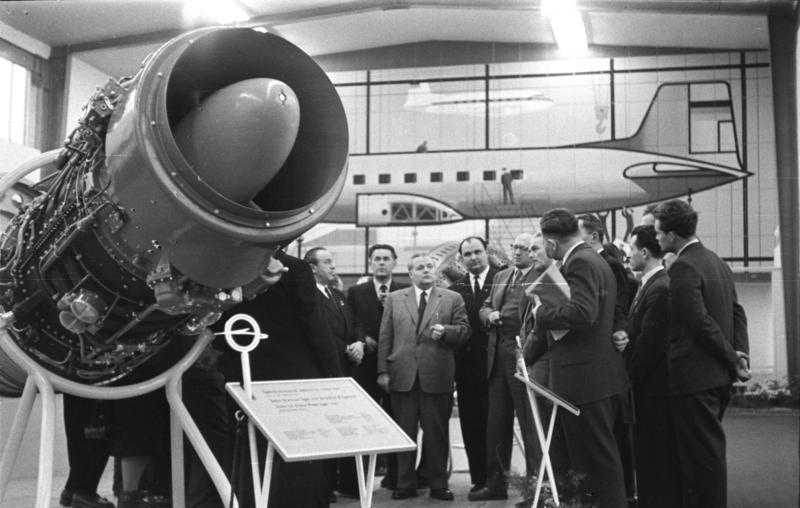
Pirna 014 auf der Leipziger Frühjahrsmesse 1958

Pirna 014 ist ein Strahltriebwerk aus DDR-Entwicklung für den im VEB Flugzeugwerke Dresden entwickelten und als Vorserie gebauten Passagierjet 152. Das Pirna 014 war als Einwellen-Einstrom-Turbinen-Strahltriebwerk (Turbojet) ausgelegt. Es wurde als das direkte Nachfolgemodell des Jumo 012 und als ein Nachfolger des Jumo 004 von Junkers durch aus der Sowjetunion in die DDR zurückgekehrte Junkers-Ingenieure vom VEB Entwicklungsbau Pirna auf dem Sonnenstein in Pirna entwickelt.
Die erste Flugerprobung des Triebwerks fand am 11. September 1959 mit einer Iljuschin Il-28R statt, wobei das Triebwerk unter deren Rumpf montiert war. Vier Triebwerke Pirna 014 A0 der Nullserie wurden dann im zweiten Prototyp 152/II V4 eingesetzt. Nach zunehmenden technischen Problemen und damit entstandenen Verzögerungen bei der Indienststellung sowie dem Ausbleiben bzw. Wegfall von Exportmöglichkeiten der 152 entfielen die Voraussetzungen für eine sich wirtschaftlich tragende Produktion des Typs, daher wurden Anfang 1961 alle in Entwicklung befindlichen Flugzeugprogramme der VEB Flugzeugwerke Dresden, d. h. der Vereinigten Flugzeugindustrie der DDR, gestoppt und die Flugzeugindustrie der DDR bis auf unbedeutende Reste eingestellt. Aus den für den Flugbetrieb entwickelten Triebwerken der Versionen A0 bzw. A1 (Serienversion) wurden die Versionen A2 bzw. A3 abgeleitet, welche als Gasgeneratoren des Spitzenlastantriebs Pirna 051 in U-Boot-Jägern der „Hai-Klasse“ (Projekt 12) der Volksmarine Verwendung fanden.

## Technische Daten
- Anzahl Wellen: 1
- Anzahl Verdichterstufen: 12
- Schub: 32,3 kN
- spez. Brennstoffverbrauch: 88,6 kg/h/kN
- Verdichtungsverhältnis: 7
- Massenluftdurchsatz: 53 kg/s
- Masse: 1050 kg
- Länge: 3446 mm
- Durchmesser: 981 mm

## Erhaltene Triebwerke
Das Strahltriebwerk Pirna 014 A0/V-16 ist als Schnittmodell im Verkehrsmuseum Dresden in der dortigen Luftfahrtabteilung ausgestellt. In der Luftfahrtabteilung des Deutschen Museums in München ist das Pirna 014 A0/V-05 seit dem 1. Februar 1991 ebenfalls in Form eines Schnittmodells zu sehen. Ein weiteres Schnittmodell müsste sich noch in den Händen der Technischen Universität Dresden befinden und in den Räumen der Fakultät für Verkehrswissenschaften im Gerhart-Potthoff-Bau in der Hettnerstraße stehen.

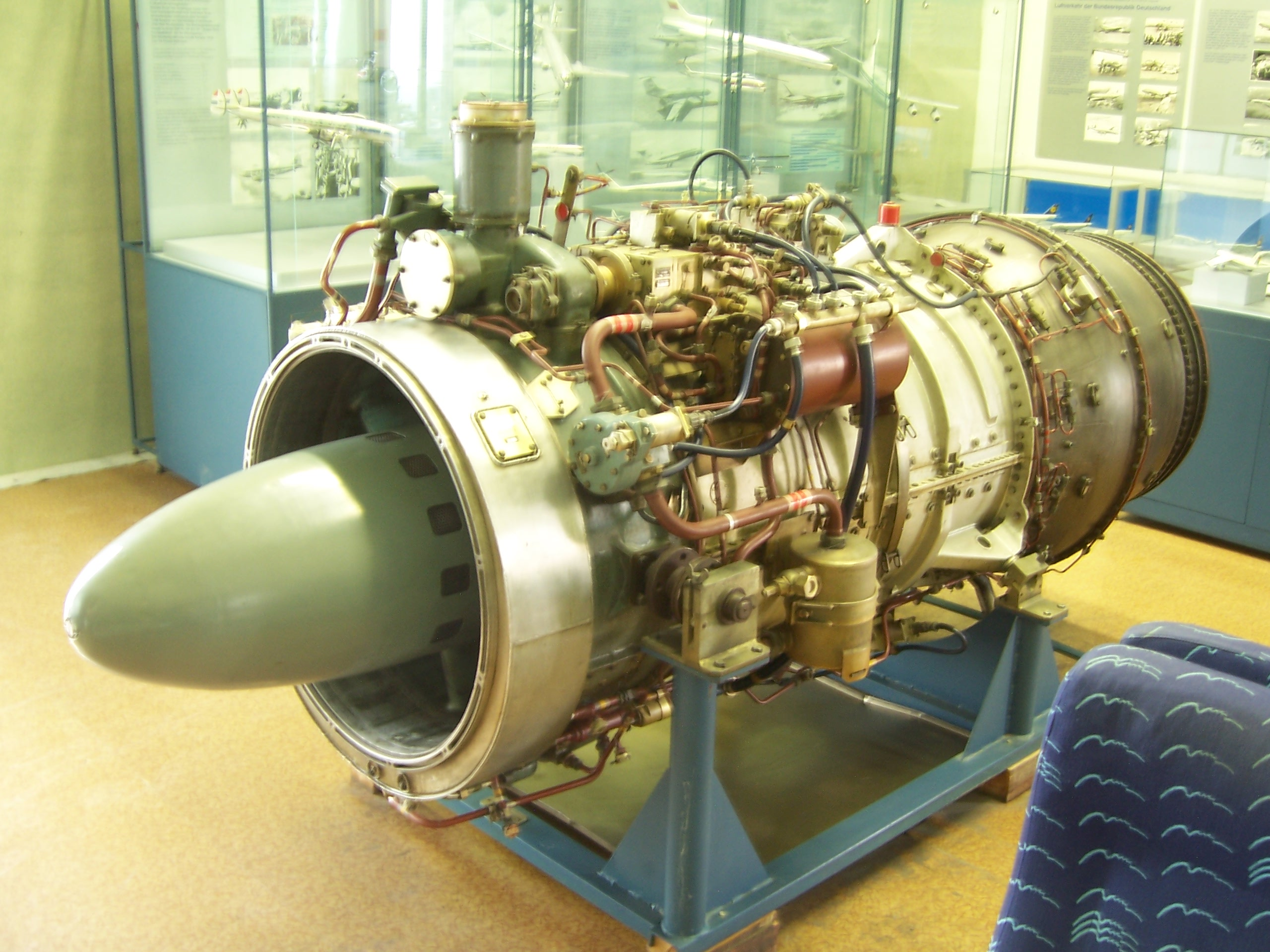
Pirna 014 A0/V-16 im Verkehrsmuseum Dresden (Ausstellungsstand 2010)
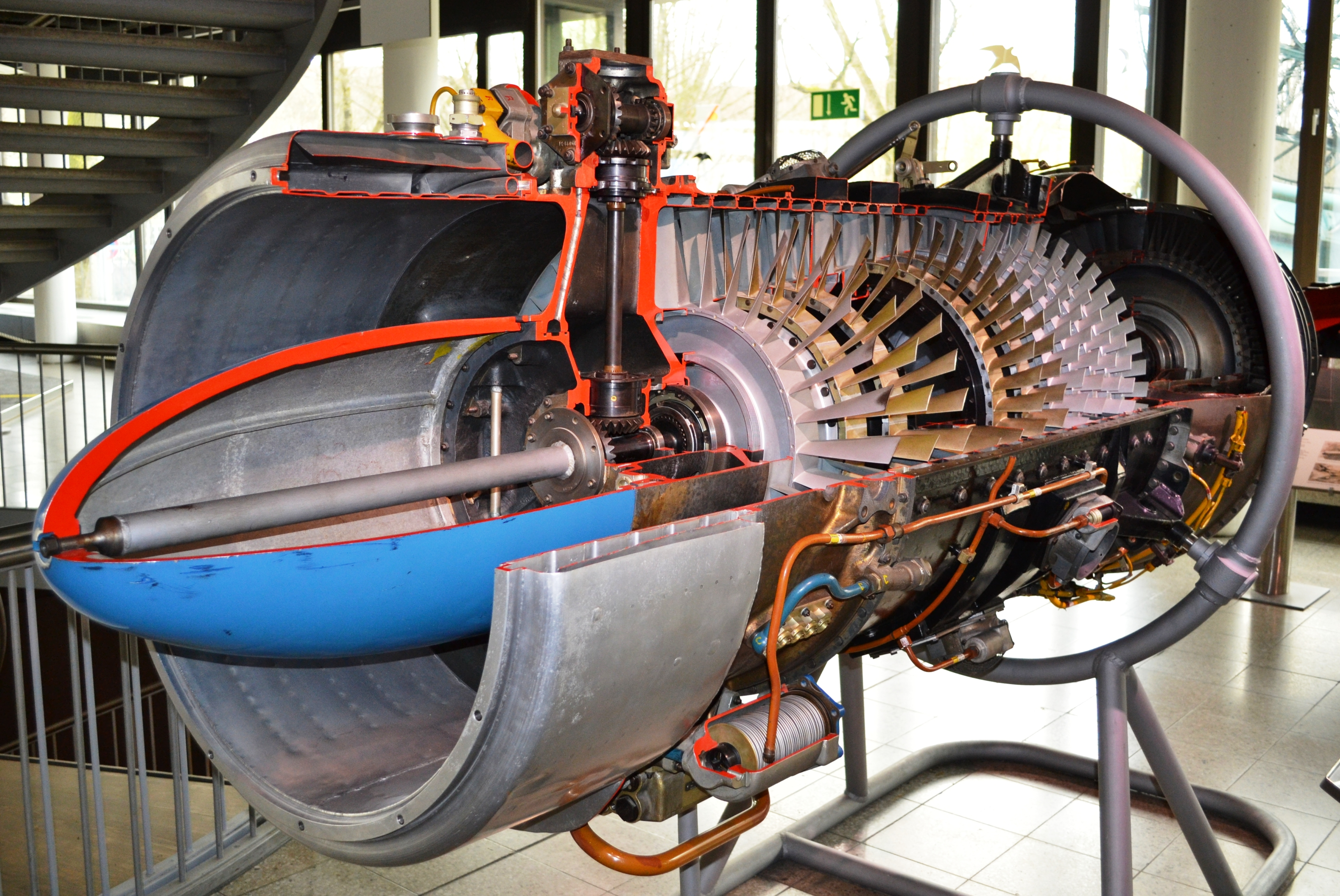
Pirna 014 A0/V-05 im Deutschen Museum in München
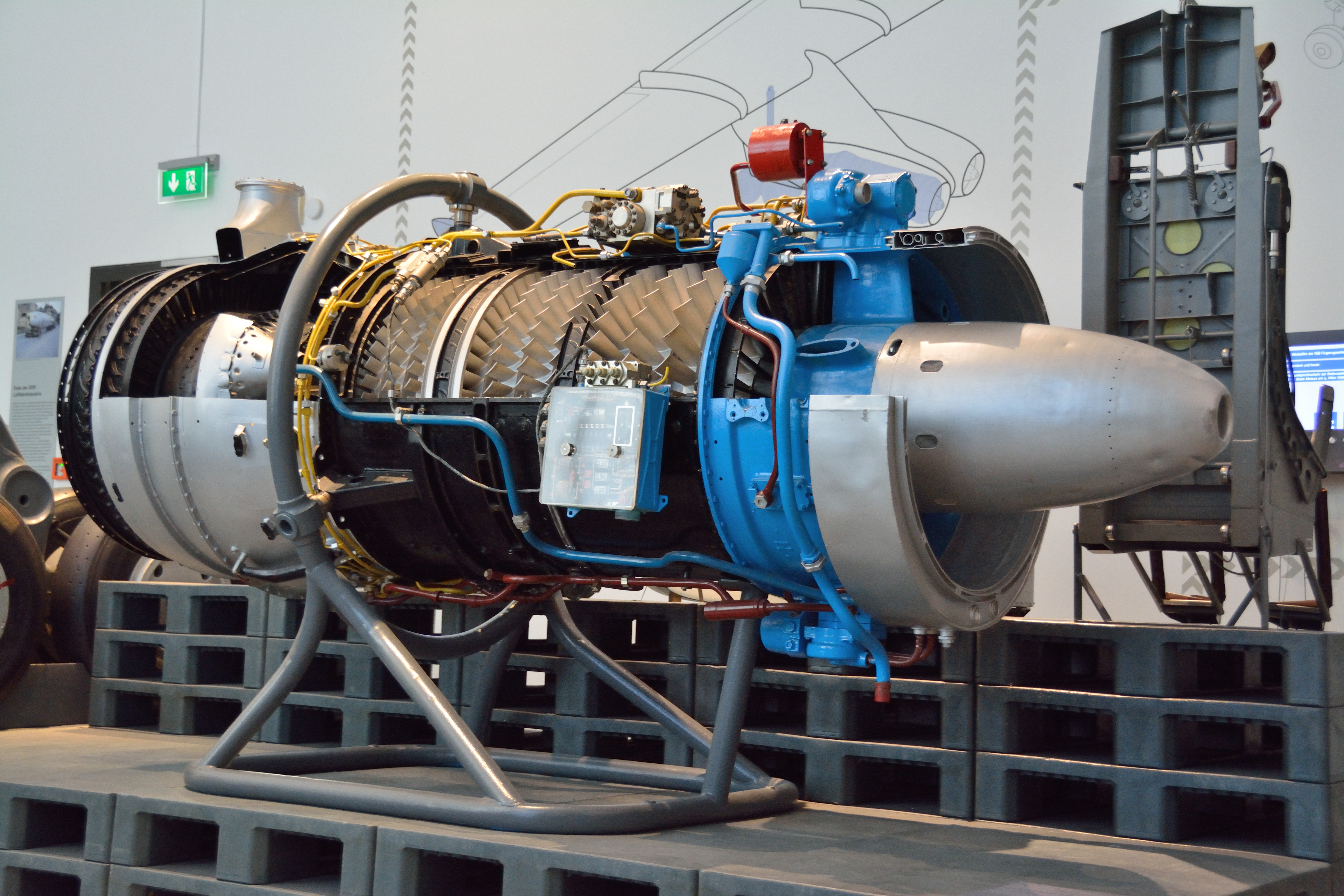
Pirna  A0/V-16 in Dresden (Ausstellungsstand 2016)